# Agglomeration Biel
Koordinaten: 47° N, 7° O; CH1903: 579785 / 219369
Die Agglomeration Biel ist eine stark monozentrisch ausgerichtete Agglomeration, welche neben Biel/Bienne als Kernstadt nur die dichtbebaute unmittelbare Umgebung umfasst. 
Das Siedlungsgebiet von Biel/Bienne, Aegerten, Bellmund, Brügg, Ipsach, Evilard (Leubringen), Nidau, Port, Schwadernau, Studen und Worben bildet ein zusammenhängendes Siedlungsgebiet, in welchem die Gemeindegrenzen nicht mehr sichtbar sind.
In der Agglomeration Biel leben nach aktueller Definition des BFS 101'271 Personen in 27 Gemeinden (Stand 2012). Gemäss dieser Definition gehören neben der Kernstadt Biel/Bienne die Gemeinden Aegerten, Bellmund, Brügg, Evilard, Ipsach, Nidau, Port, Schwadernau, Studen und Worben zum Hauptkern der Agglomeration. Zum Agglomerationsgürtel gehören Mörigen, Orpund, Pieterlen, Safnern, Sauge, Scheuren, Sutz-Lattrigen, sowie die gegenüber der Definition von 2000 neu hinzugestossenen Jens, Ligerz, Meinisberg, Merzligen, Orvin, Péry-La Heutte, Romont und Twann-Tüscherz.
In einigen, nicht der offiziellen Vorgabe des Bundesamtes für Statistik folgenden Modellen werden ebenfalls Büren an der Aare, Dotzigen, Epsach, Hagneck, Hermrigen, Lengnau, Plateau de Diesse sowie Täuffelen zur Agglomeration Biel dazugezählt. Diesen Modellen folgend käme die Agglomeration Biel auf rund 114'000 Einwohner zu stehen.
Die Agglomeration Biel verfügt, entgegen der gesamteuropäischen Einwohnerentwicklung, über ein ausgesprochenes Wachstum in jüngster Vergangenheit. Bis 2030 wird mit einem Bevölkerungswachstum von 7 % gerechnet. Es wird erwartet, dass bis 2030 über 100'000 Personen in der engeren Agglomeration Biel (d. h. Agglomeration Biel ohne Busswil bei Büren, Sauge und Worben) leben werden.